# Прейзгод Бербоун
Прейзгод Бербоун (англ. Praise-God Barebone, «Хвали-Бога Голые-кости», «Хвалибог Бербоун») (ок. 1598—1679) — английский кожевенник, самодеятельный проповедник, сторонник «Пятой Монархии». Известен благодаря своему участию в короткоживущем парламенте Кромвелльского периода английской истории, шутливо называемом «Бербонским парламентом».
Место рождения Бербоуна неизвестно. Известно, что в 1623 он стал свободным участником Ассоциации Кожевенников Лондона, пройдя восьми- или девятилетний срок обучения в подмастерьях.